# Ejecutivos Agresivos
Ejecutivos Agresivos est un groupe espagnol de pop rock, originaire de Madrid, actif entre 1979 et 1981.  

## Histoire
Le groupe est formé au début des années 1970, lorsque Carlos Entrena et Poch ont décidé de quitter le groupe Paraíso et ont contacté d'autres jeunes pour former le nouveau groupe.
Après avoir joué sur différentes scènes de Madrid et en première partie de Paul Collins Beat, le label Hispavox les remarque et leur donne l'occasion d'entrer dans un studio d'enregistrement. C'est ainsi que naît le single Mari Pili, avec la chanson Stereo en face B. Les paroles de Mari Pili en font non seulement la chanson de l'été 1980, mais aussi l'un des hymnes les plus mémorables de la movida madrileña,.
Vu le succès retentissant de l'initiative, il est décidé d'enregistrer un deuxième single avec les chansons Hay pelea et Te espío. Cependant, les critiques qui apparaissent au cours de ces mois qualifient le groupe de commercial et de pachanguera, étiquettes qui irritent fortement les membres. Les relations avec leur label se détériorent et le nouvel album ne voit jamais le jour. En février 1981, Ejecutivos Agresivos se sépare. En 1986, Hispavox sort un mini-album de huit chansons comprenant les titres des singles de 1980 Mari Pili, Stereo et le réenregistrement de Hay pelea et Te espío. En outre, quatre autres chansons des anciennes démos sont réenregistrées.